# Rhoimetalkes III.
Rhoimetalkes III. (altgriechisch Ῥοιμητάλκης Γʹ; † 46 n. Chr.) war von 38 bis 46 n. Chr. König von Thrakien.

## Leben
Rhoimetalkes III. war der älteste Sohn des thrakischen Königs Kotys VIII. und dessen Gemahlin Antonia Tryphaina. Zu seinen Geschwistern gehörten u. a. Kotys (IX.), König von Kleinarmenien, und Gepaipyris, die Gattin des bosporanischen Königs Aspourgos wurde.
Der Vater des Rhoimetalkes III. wurde 18/19 n. Chr. durch seinen Onkel Rhaskuporis III. ermordet, der daraufhin auf Befehl des römischen Kaisers Tiberius nach Alexandria in die Verbannung gehen musste und bei einem Fluchtversuch umkam. Tiberius unterstellte nun Rhoimetalkes III. und dessen Brüdern jenen Teil Thrakiens, über den ihr ermordeter Vater regiert hatte. Die Söhne des Kotys VIII. waren indessen noch minderjährig und wuchsen in Rom unter der Vormundschaft des Prätors Titus Trebellenus Rufus auf.

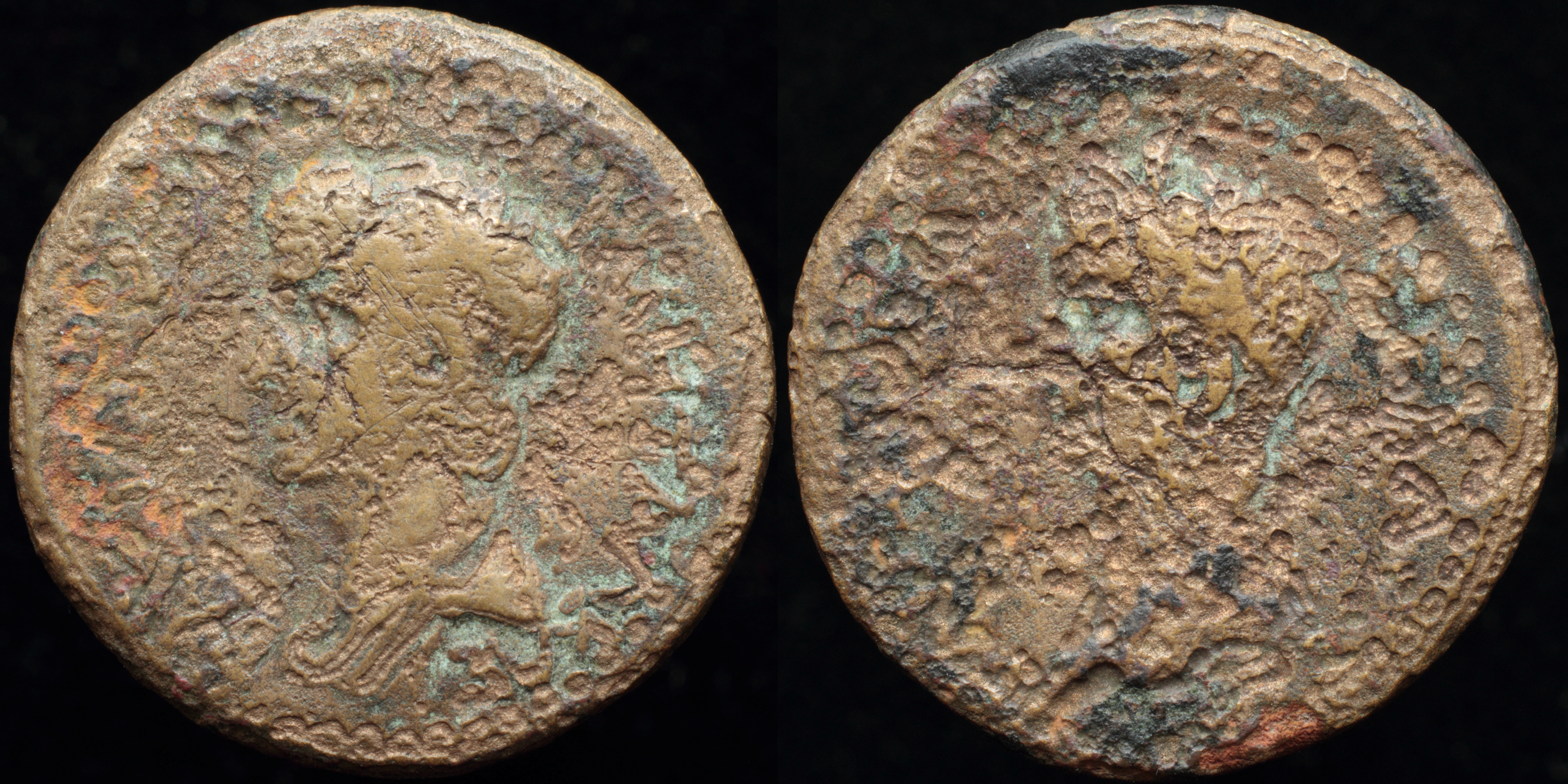
Münze des Rhoimetalkes III. mit seinem Bild auf der einen und dem Porträt Kaiser Caligulas auf der anderen Seite.

In Athen wurde Rhoimetalkes III. im Jahr 36/37 als Archon geehrt. Verheiratet war er mit Pythodoris II., einer Tochter seines Cousins Rhoimetalkes II., wie u. a. eine von Gaius Iulius Proculus nach 21 n. Chr. gestiftete Weihinschrift belegt. Da er einige Zeit als Gefährte des späteren Kaisers Caligula aufgewachsen war und gute Beziehungen zu ihm etabliert hatte, wurde er von Caligula nach dessen Thronbesteigung um 38 n. Chr. zum Alleinherrscher Thrakiens erhoben. Sein gutes Verhältnis zum Kaiser lässt sich auch durch numismatische Zeugnisse nachweisen. So zeigen einige Münzen das Bild des Caligula auf der einen und das Porträt des Rhoimetalkes III. auf der anderen Seite. 46 n. Chr. wurde Rhoimetalkes III. auf Veranlassung seiner Gemahlin unter nicht näher bekannten Umständen ermordet. Kaiser Claudius wandelte das Land des getöteten Königs in die römische Provinz Thracia um.